# Nesher Ramla-mens
De Nesher Ramla-mens of Nesher Ramla-Homo is een uitgestorven populatie van archaïsche mensen die tijdens het Midden-Pleistoceen leefde in het huidige Israël. In 2010 werden bewijzen van een lithische industrie ontdekt tijdens een jaar van archeologische opgravingen bij de Nesher Ramla-site. tijdens verdere opgravingen In 2021 werden de resten van de eerste Nesher Ramla-persoon ontdekt en geïdentificeerd. Ze worden beschouwd als een nieuwe groep vroege mensen, die tussen 420.000 en 120.000 jaar geleden in West-Azië leefde.
De Nesher Ramla-site werd ontdekt in een karstdepressie bij de stad Ramla, na steendelving door een nabijgelegen cementfabriek. De site werd tussen 2010-2011 opgegraven door archeologen, en leverde artefacten in archeologische afzettingen uit het midden-paleolithicum. tijdens de opgraving werden bewijzen van een lithische industrie gevonden. De artefacten van de site bevatten Levallois-gereedschappen en lithische kernen. Latere uitgravingen in 2021 leidde tot de ontdekking van vijf stukken van een hersenschedel en een bijna complete onderkaak. De overblijfselen werden gedateerd tot 140-120.000 BP. 
De vlakke hersenschedel is zeer verschillend van de moderne mens, maar ook anders dan die van de neanderthaler. De kinloze onderkaak is duidelijk niet-modern. De fossielen vertonen overeenkomsten met andere moeilijk te classificeren vondsten, zoals die uit Qesem, Mugharet el-Zuttiyeh en Tabun in Israël, en Atapuerca in Spanje. Sommige daarvan zijn echter aanzienlijk ouder.  Ook zijn ze vergeleken met vondsten uit China en India. Israel Hershkovitz speculeerde dat het fossiel kon worden gecategoriseerd als een van de laatste overlevenden van een populatie die zou bijdragen aan de neanderthalers en Oost-Aziatische Homo. Philip Rightmire van de Harvard University was het niet eens met de bevindingen, in plaats daarvan stelde hij dat de schedel moest worden gecategoriseerd bij de vroege neanderthalers. Rightmire besprak ook de mogelijkheid dat een neanderthal-populatie uit Europa naar het gebied was gemigreerd.

## Artefacten
In het fossielendragende sediment van de site werden meer dan 6.000 stenen werktuigen opgegraven. De Nesher Ramla-populatie beheerste lithische technologieën die bekend zijn onder neanderthalers en Homo sapiens. De aanwezigheid van deze industrie werd uitgelegd als bewijs van culturele interacties tussen Nesher Ramla-populaties en Homo sapiens-populaties.